# Sven Davidson
Sven Davidson, švedski tenisač, * 13. julij 1928, Borås, Švedska, † 28. maj 2008, Arcadia, Kalifornija, ZDA.
Sven Davidson je največji uspeh v posamični konkurenci dosegel leta 1957, ko je osvojil Amatersko prvenstvo Francije, v finalu je premagal Herbieja Flama. V finalu turnirja je nastopil še v letih 1955, ko ga je premagal Tony Trabert, in 1956, ko ga je premagal Lew Hoad. Na turnirjih za Prvenstvo Anglije se je najdlje uvrstil v polfinale leta 1957, kot tudi na turnirjih za Nacionalno prvenstvo ZDA istega leta, na turnirjih za Prvenstvo Avstralije pa v tretji krog leta 1955. V konkurenci moških dvojic je leta 1958 z Ulfom Schmidtom osvojil Prvenstvo Anglije. V letih 1950, 1951 in 1954 je bil član švedske reprezentance na tekmovanju za Davisov pokal, ki se je uvrstila v polfinale. Leta 2007, leto pred smrtjo, je bil sprejet v Mednarodni teniški hram slavnih.

## Finali Grand Slamov

### Posamično (3)

#### Zmage (1)
| Leto | Turnir                       | Nasprotnik v finalu | Rezultat finala |
| 1957 | Amatersko prvenstvo Francije | Herbie Flam         | 6–3, 6–4, 6–4   |

#### Porazi (2)
| Leto | Turnir                           | Nasprotnik v finalu | Rezultat finala    |
| 1955 | Amatersko prvenstvo Francije     | Tony Trabert        | 6–2, 1–6, 4–6, 2–6 |
| 1956 | Amatersko prvenstvo Francije (2) | Lew Hoad            | 4–6, 6–8, 3–6      |

### Moške dvojice (1)

#### Zmage (1)
| Leto | Turnir            | Partner     | Nasprotnika v finalu       | Rezultat finala |
| 1958 | Prvenstvo Anglije | Ulf Schmidt | Ashley Cooper Neale Fraser | 6–4, 6–4, 8–6   |